# Аленвуд (Њу Џерзи)
Аленвуд (енгл. Allenwood) насељено је место без административног статуса у америчкој савезној држави Њу Џерзи.

## Демографија
По попису из 2010. године број становника је 925, што је 10 (-1,1%) становника мање него 2000. године.
| Група             | 2000.       | 2010.       |
| Белци             | 899 (96,1%) | 884 (95,6%) |
| Афроамериканци    | 0 (0,0%)    | 1 (0,1%)    |
| Азијати           | 14 (1,5%)   | 8 (0,9%)    |
| Хиспаноамериканци | 16 (1,7%)   | 26 (2,8%)   |
| Укупно            | 935         | 925         |